# Carl Heinrich Cornill
Carl Heinrich Cornill, född 26 april 1854, död 10 juni 1920, var en tysk teolog.
Cornill var professor i Gamla testamentet vid flera tyska universitet, från 1910 i Halle. Han var en framstående exeget, tillhörande Julius Wellhausens religionshistoriska skola.
Bland Cornills främsta arbeten märks Das Buch des Propheten Ezechiel (1886), Einleitung in das Alte Testament (1891), Der israelitische Prophetismus (1894, svensk översättning 1895), Geschichte des Volkes Israel (1898), samt Das Buch Jeremia (1905).